# یواس‌اس ویرجینیا (۱۷۷۶)
یواس‌اس ویرجینیا (۱۷۷۶) (به انگلیسی: USS Virginia (1776)) یک کشتی بود که طول آن ۱۲۶ فوت ۴ اینچ (۳۸٫۵۱ متر) بود. این کشتی در سال ۱۷۷۶ ساخته شد.